# Montalet-le-Bois
Montalet-le-Bois är en kommun i departementet Yvelines i regionen Île-de-France i norra Frankrike. Kommunen ligger i kantonen Limay som tillhör arrondissementet Mantes-la-Jolie. År 2022 hade Montalet-le-Bois 321 invånare.

## Befolkningsutveckling
Antalet invånare i kommunen Montalet-le-Bois
| Referens: INSEE |